# Liljeholmskajen

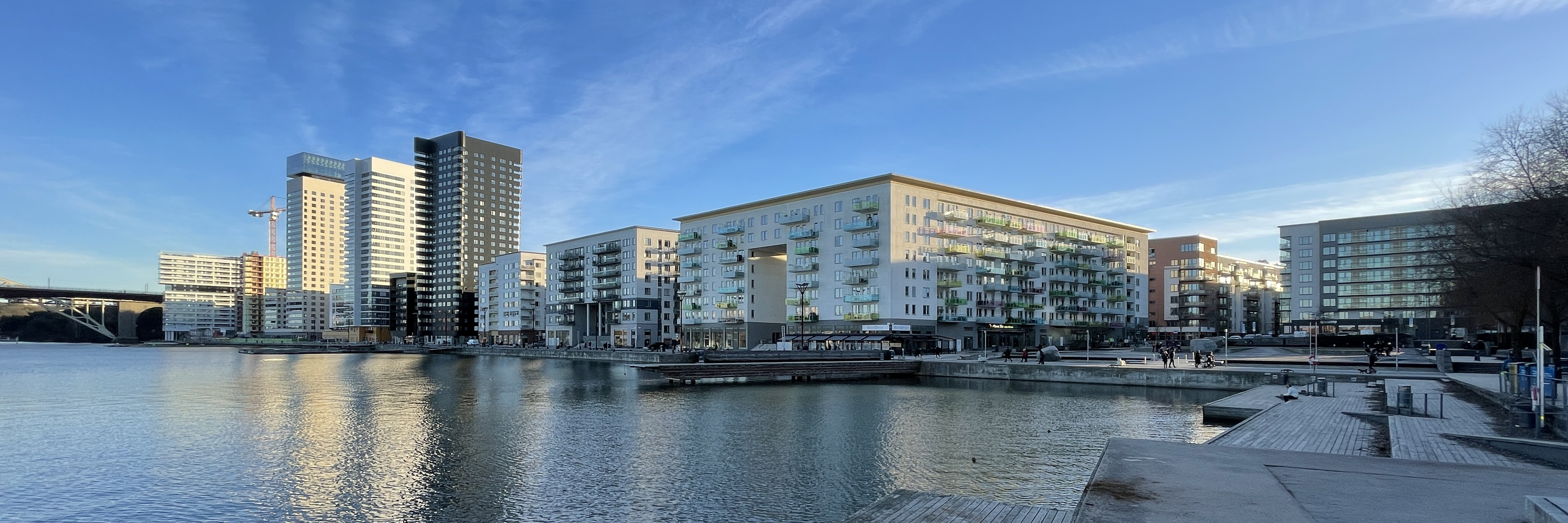
Höghusen i mars 2021. Från vänster: Brohuset, K7 (under uppförande), Kajplats 6, Kajen 5 och Kajen 4.

Liljeholmskajen är ett område i stadsdelen Liljeholmen, Söderort, Stockholm beläget i södra delen av Årstaviken, mellan Liljeholmsbron och Årstabron. Sedan årsskiftet 1999/2000 har byggherren JM här genomfört ett stadsbyggnadsprojekt.

## Vin & Sprits bergrum
Området var tidigare ett industri- och hamnområde kallat Årstadalshamnen. Här äger JM även drygt 230 000 kvadratmeter bergrum fördelat på fem separata underjordiska lokaler som tidigare använts av statliga Vin & Sprit för förvaring av vin och sprit. Tunnlarna är ungefär 150 meter långa, runt 20 meter breda och uppåt 20 meter höga.
År 2015 förvärvade Stockholms stad två av Vin & Sprits gamla berglager för att inrätta där Stockholms stadsarkiv Liljeholmen. Den nya filialen som är ett byggnadshistoriskt center invigdes i juni 2019. Två av bergrummen är idag ombyggda till parkeringsgarage med plats för över 1 000 bilar. Det femte bergrummet nyttjas av Stockholm Vatten och Avfall.

### Vin & Sprits bergrum i förvandling

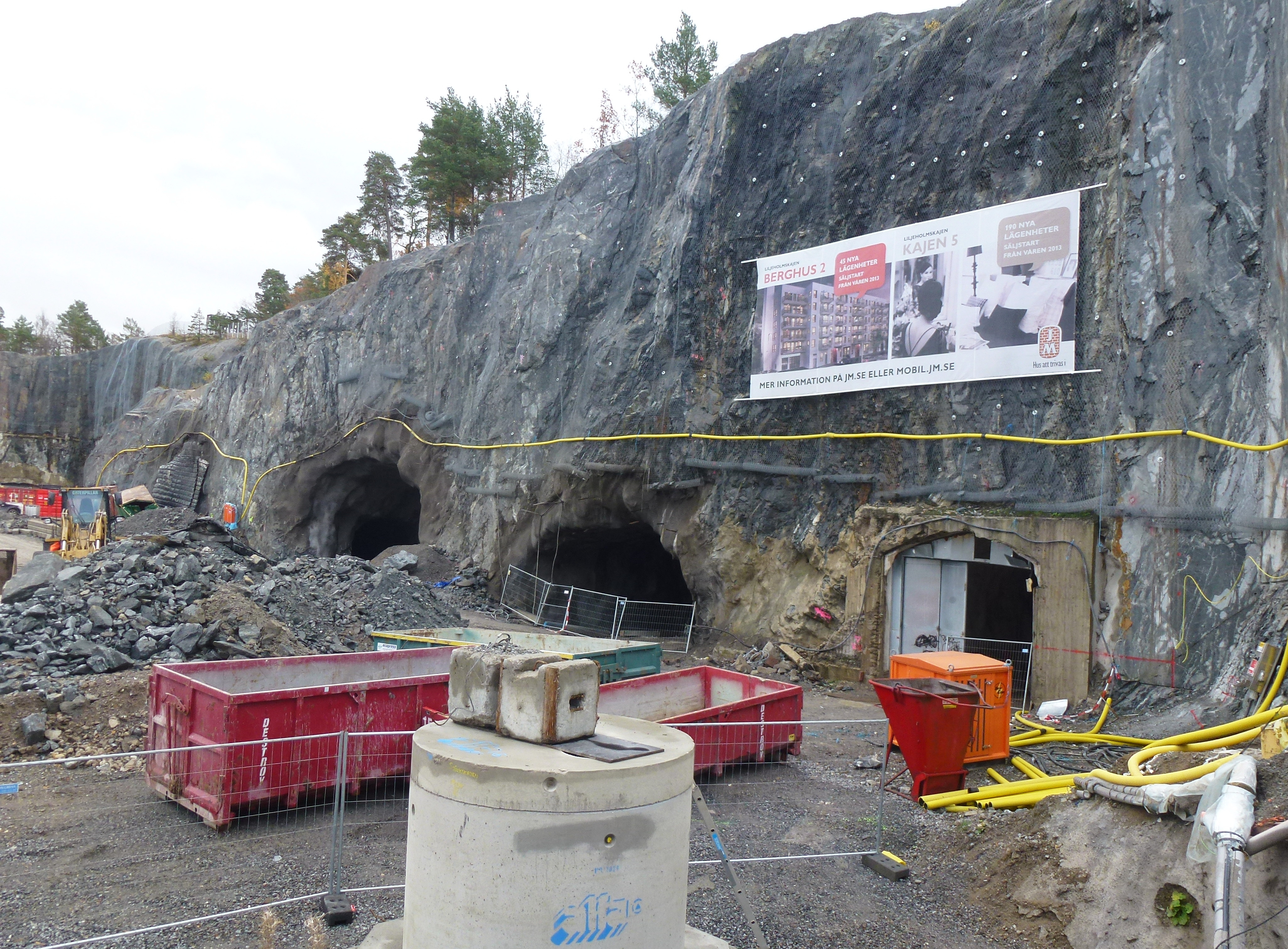
Vin & Sprits gamla bergrum, 2013.
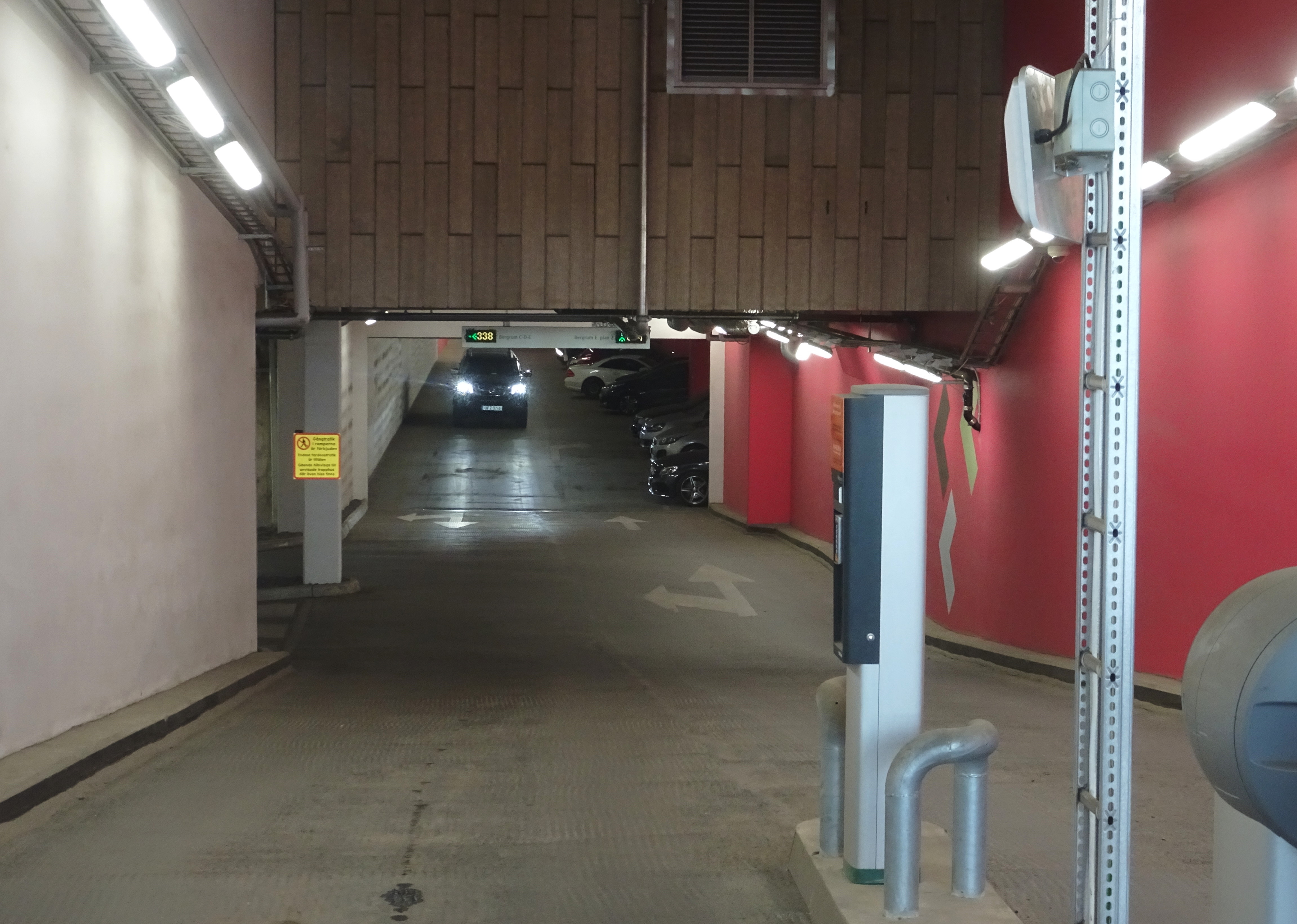
Bergrumsgaraget 1.
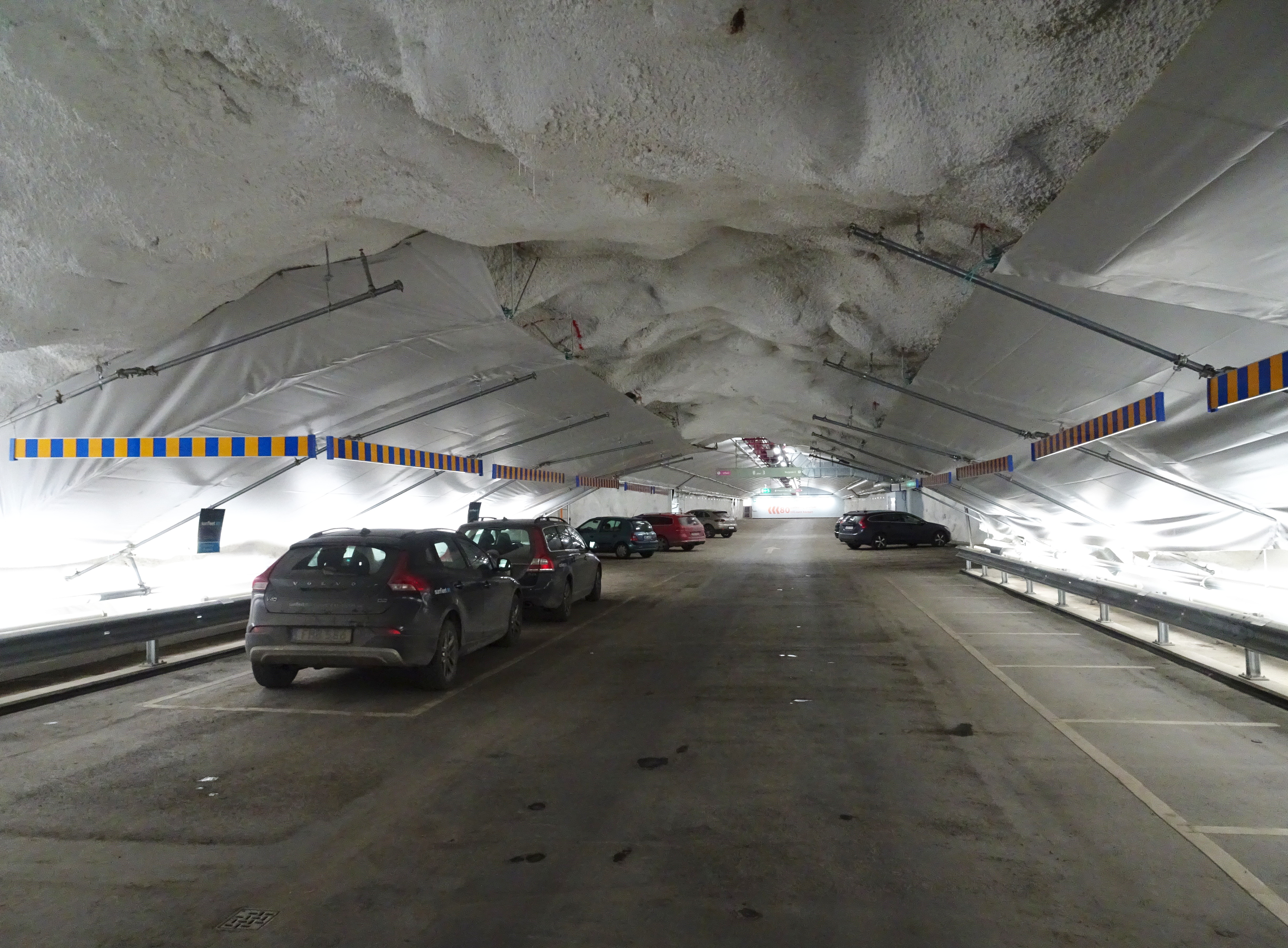
Bergrumsgaraget 2.
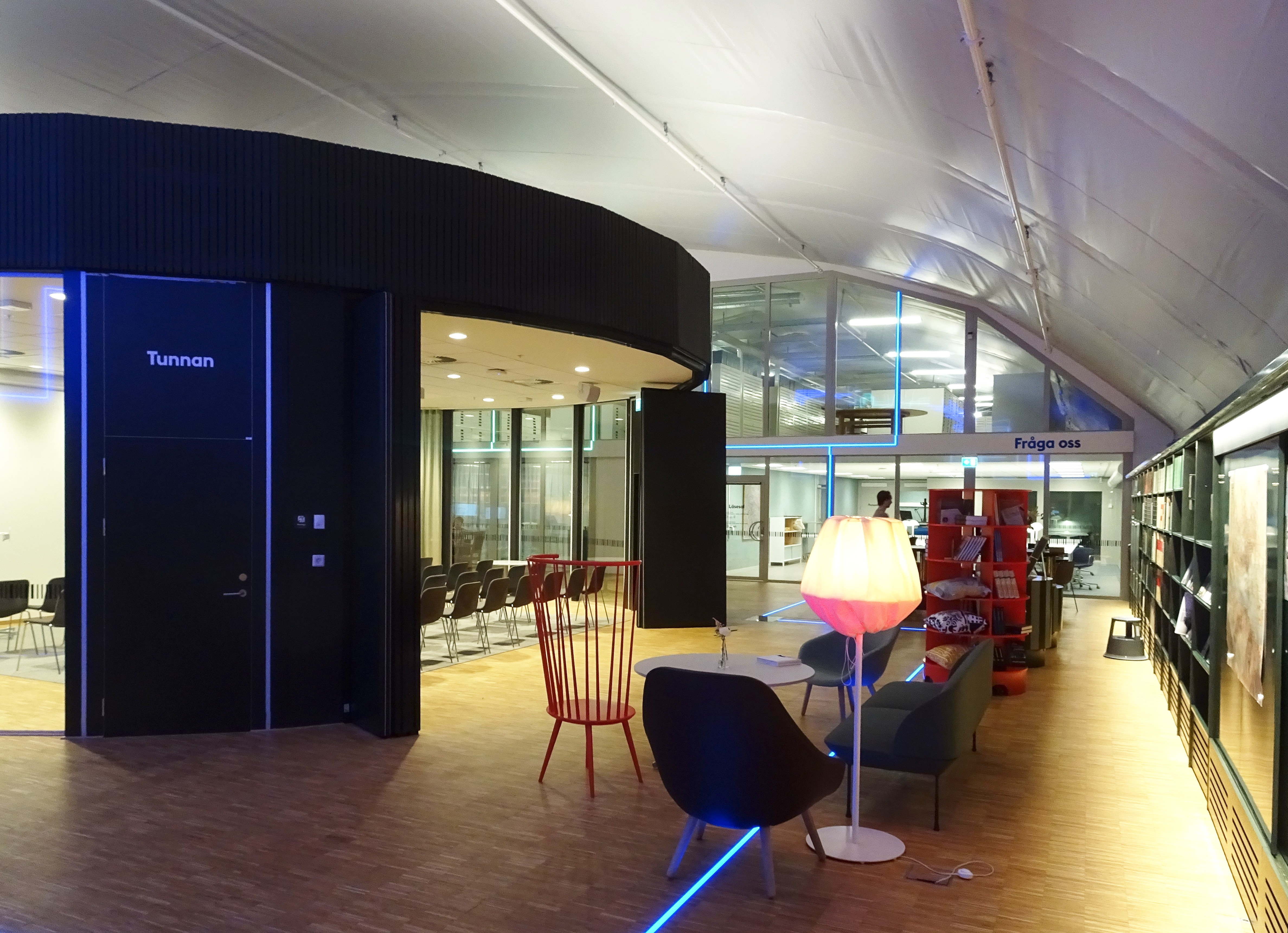
Stadsarkivet Liljeholmskajen.

## Bostadsområdet Liljeholmskajen
Efter år 2000 började områdets industrier flytta från området för att göra plats för bostadsrättsproduktion inom projektet Liljeholmskajen. Liljeholmskajen är ett stadsbyggnadsprojekt i JM:s regi som omfattar produktion och försäljning av sjönära bostäder i Årstadal och Årstaberg. Vin & Sprits stora byggnad började rivas 2008 och i september 2009 återfanns på platsen en stor hög med betongkross som var resterna av Vin & Sprits anläggning. Allt armeringsjärn från Vin & Sprits lagerbyggnad separerades ut och sändes för återvinning. Bostadsområdet beräknas vara helt klart omkring år 2022.

### Den nya bebyggelsen växer fram

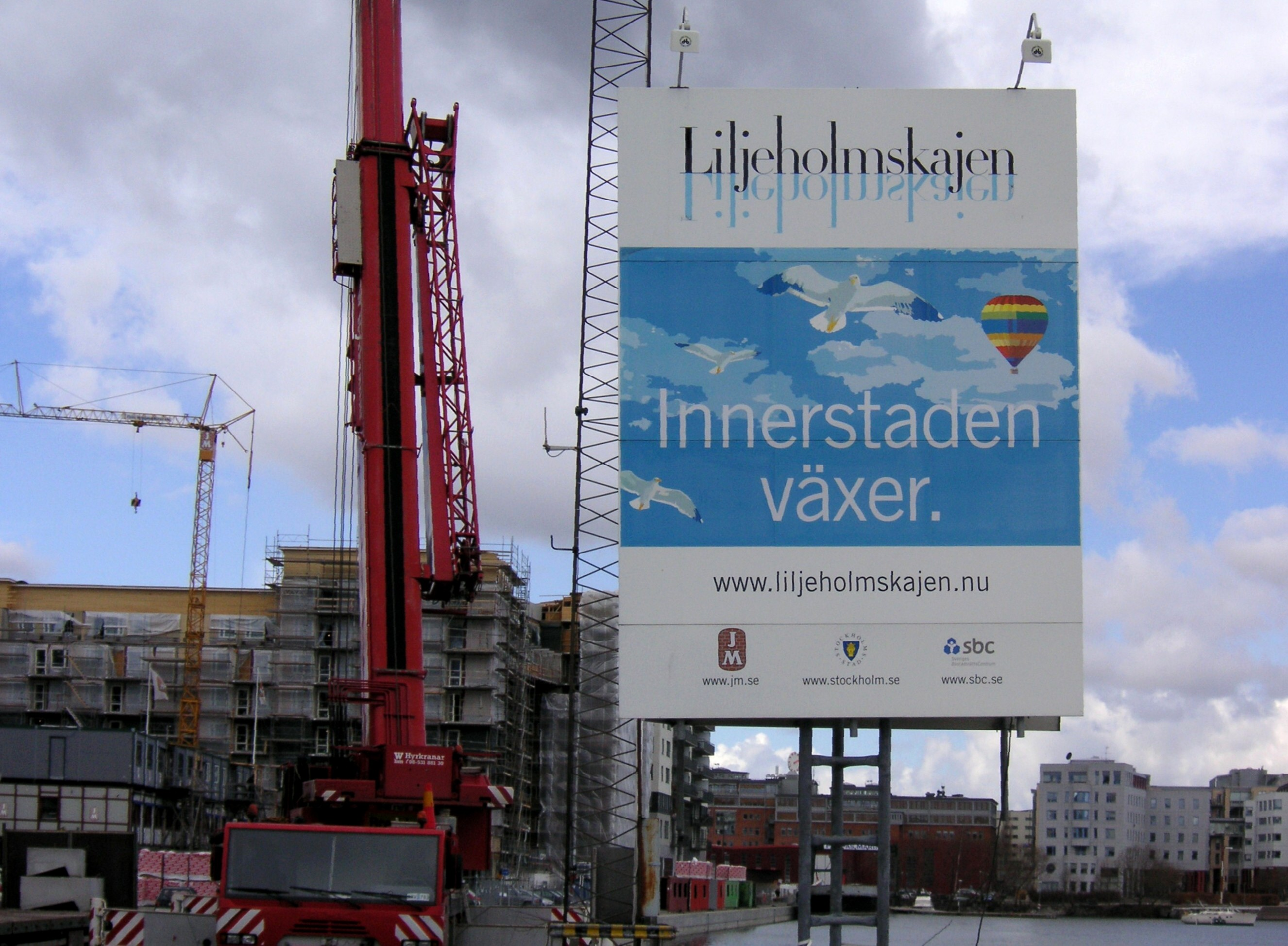
April 2006
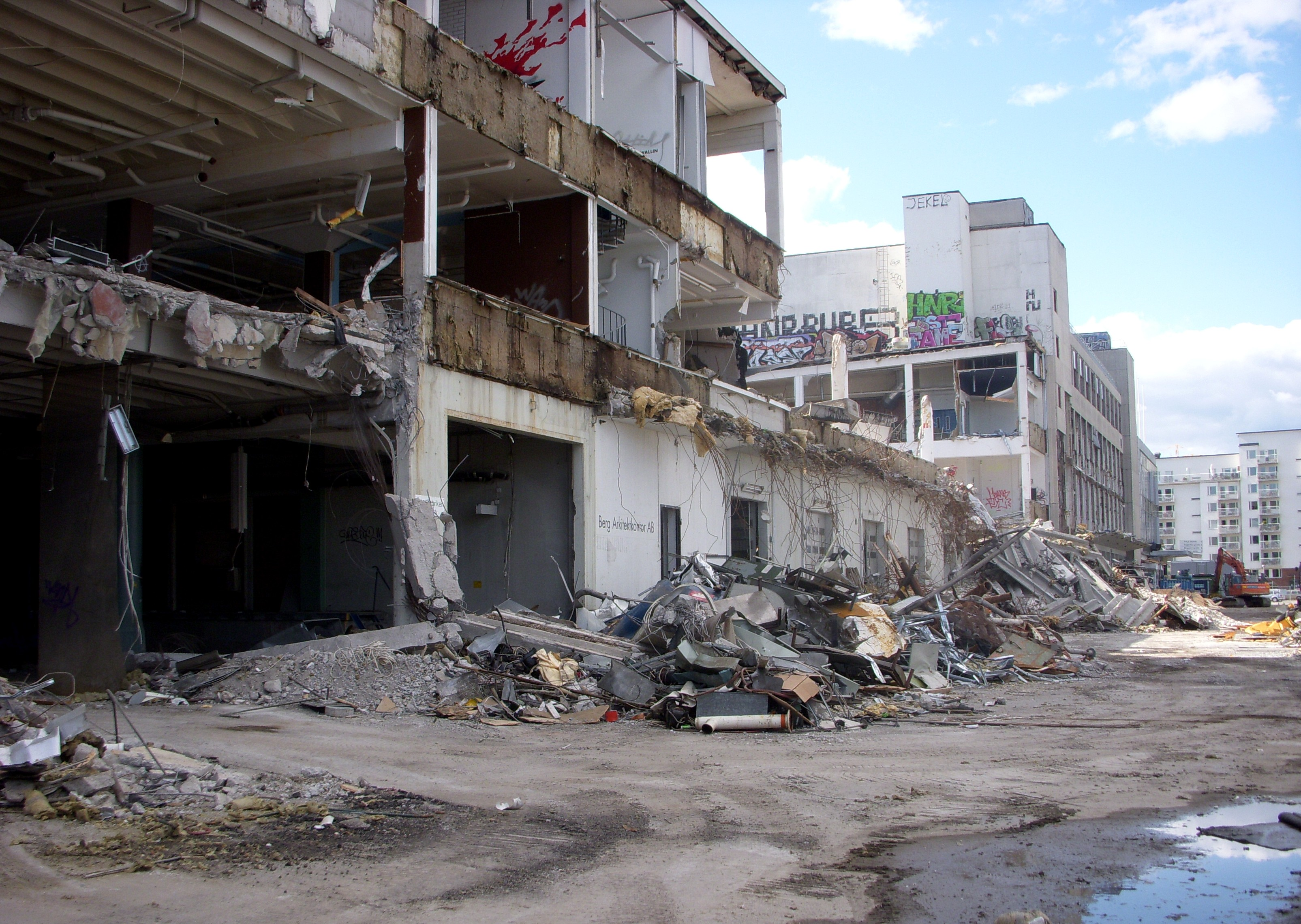
Augusti 2008
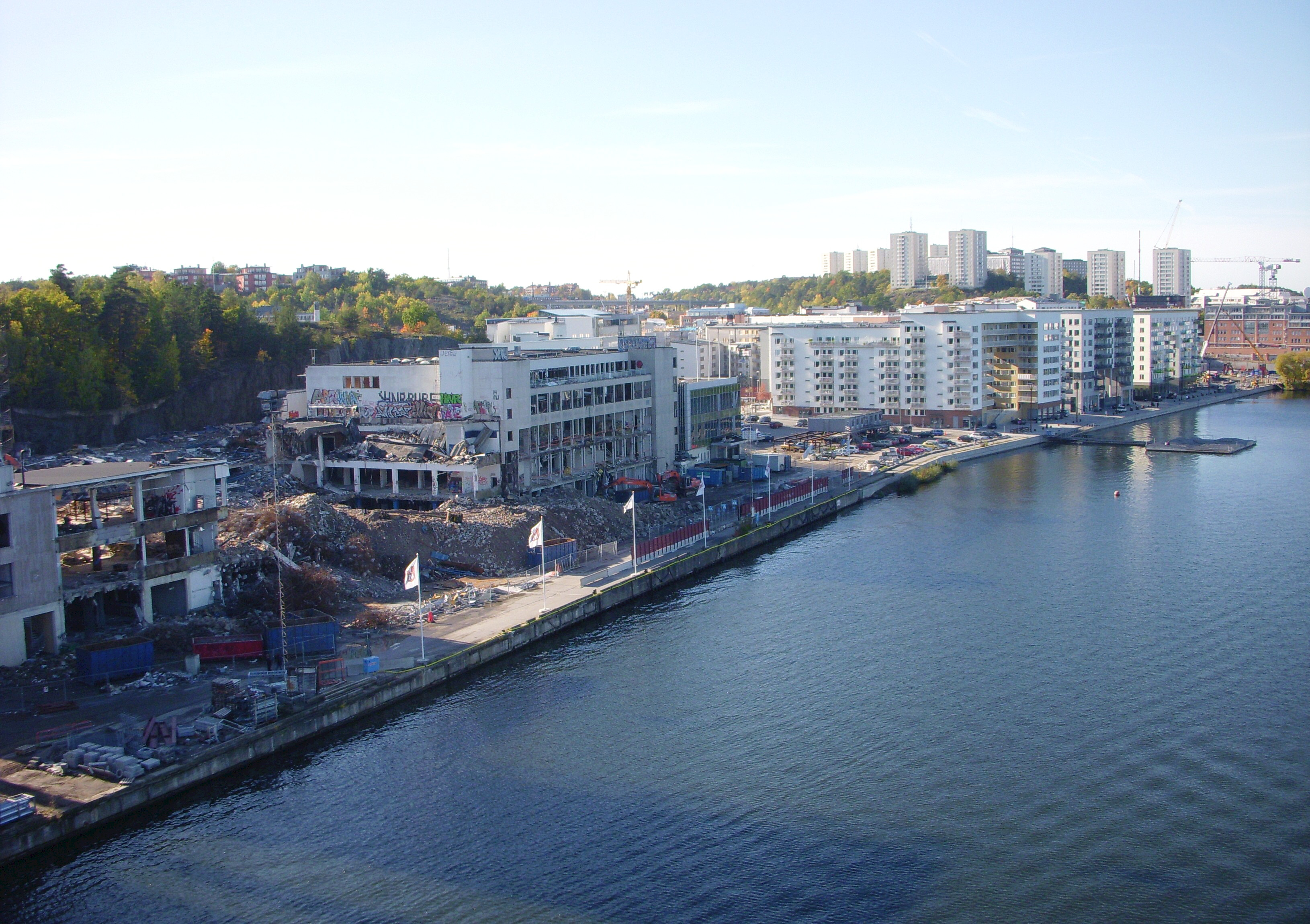
Oktober 2008
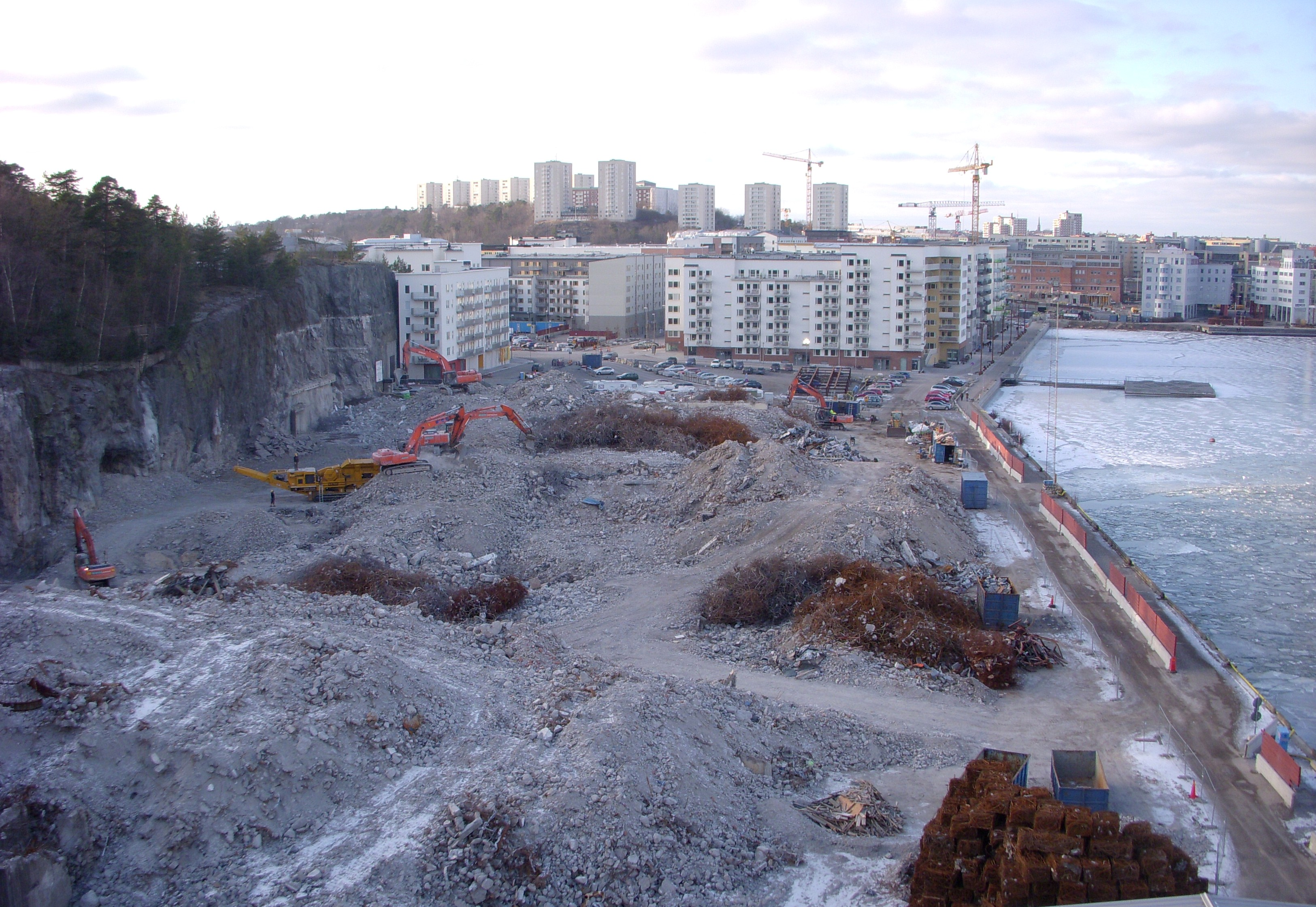
Februari 2009
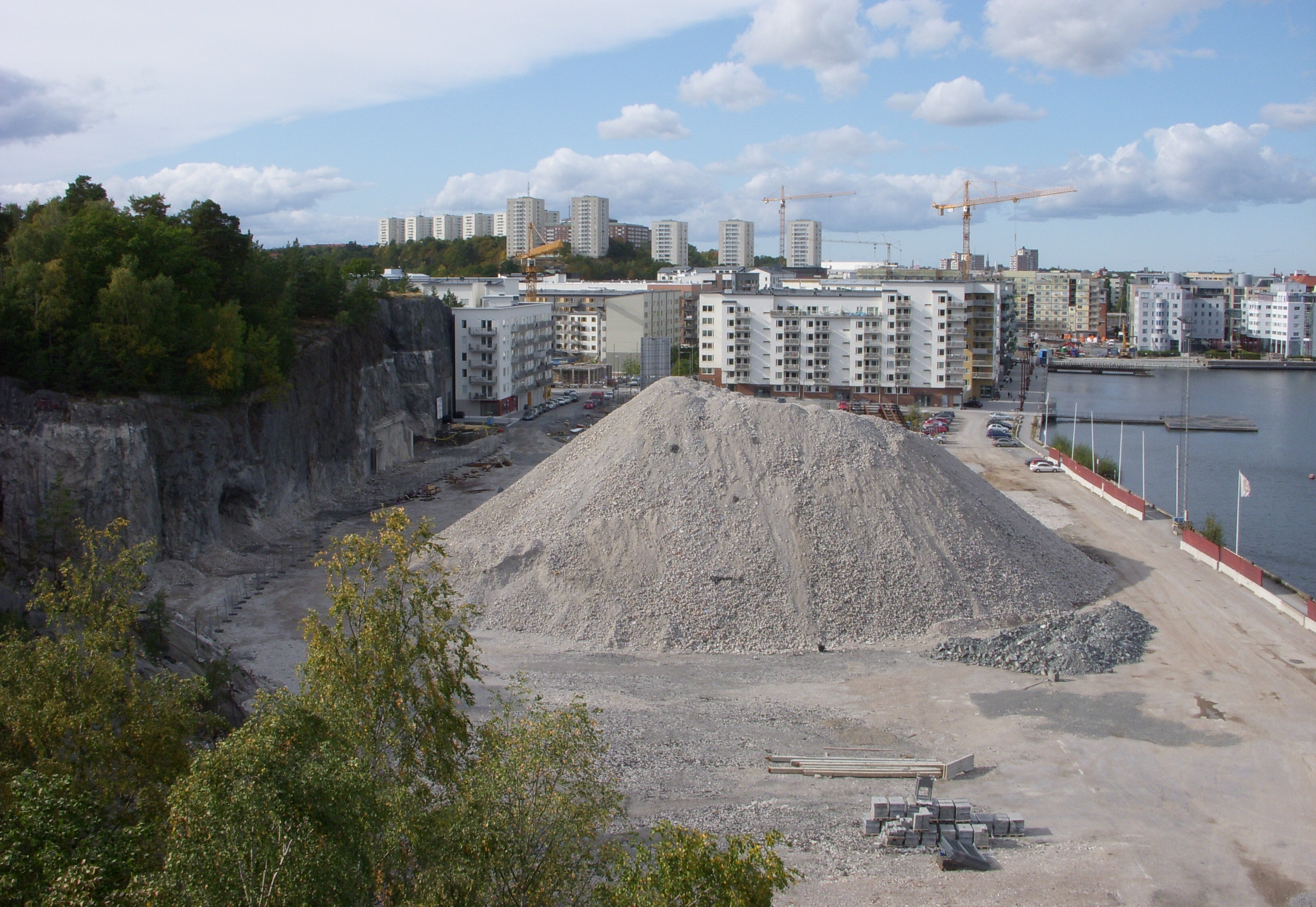
September 2009
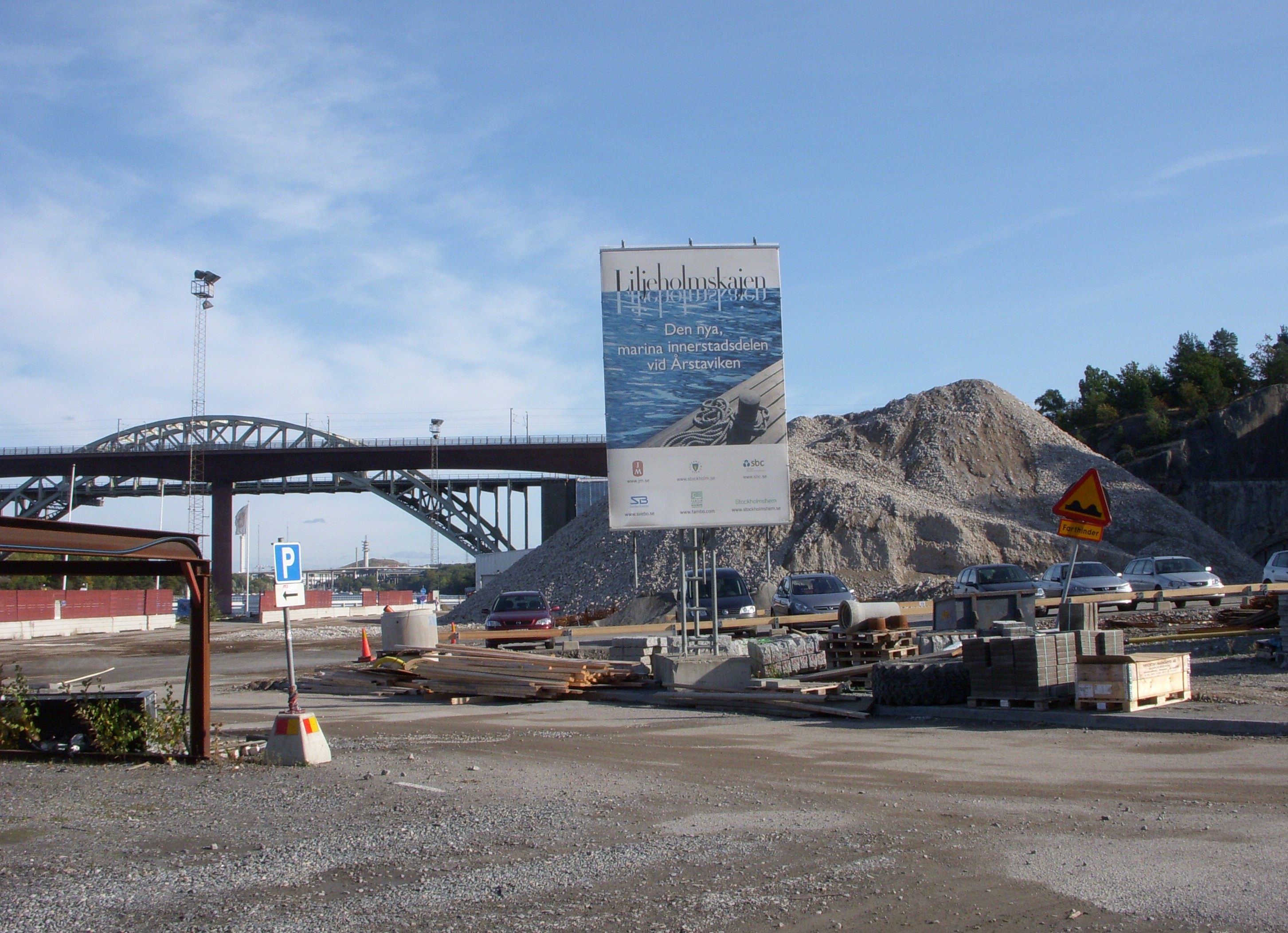
September 2009
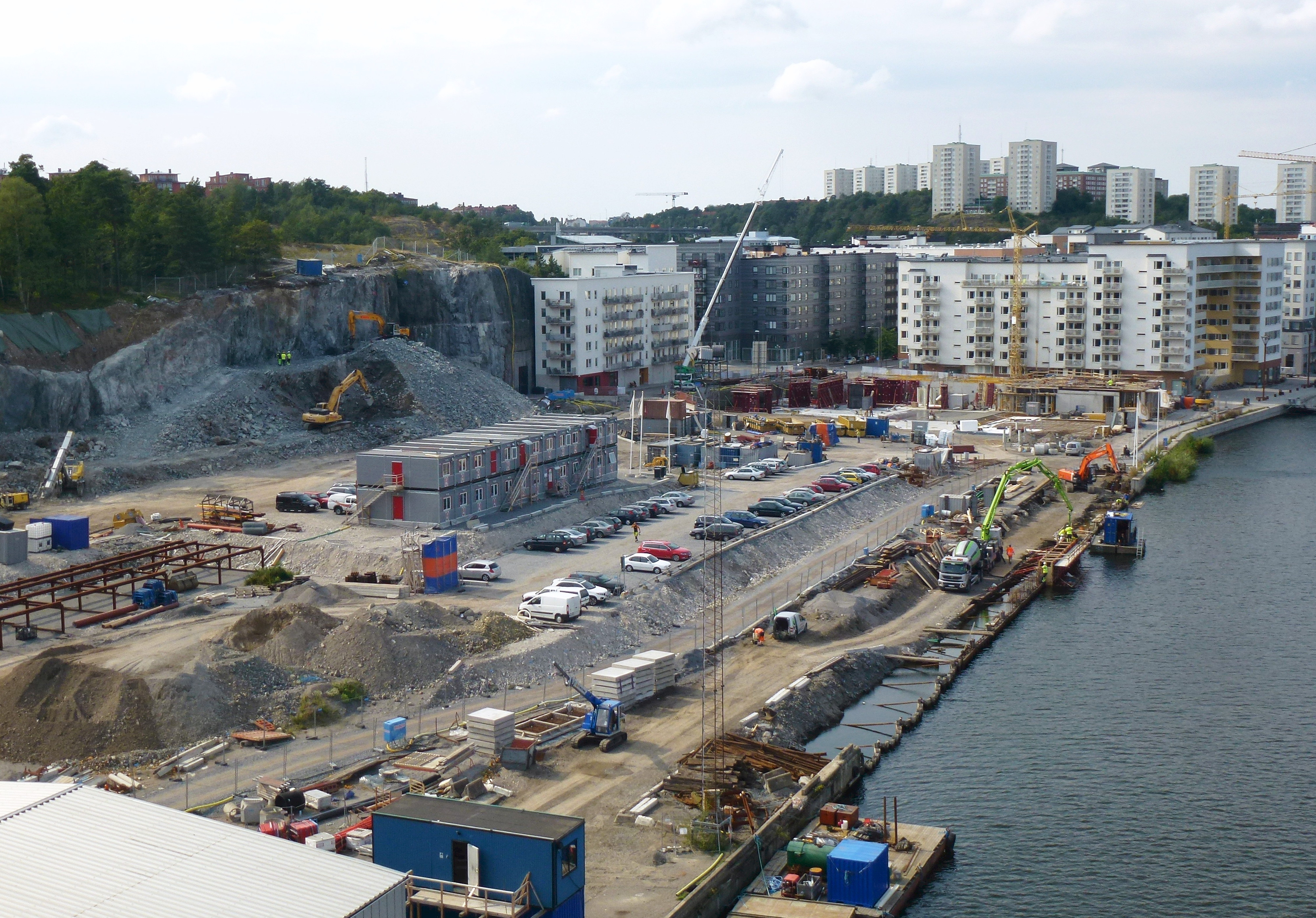
Augusti 2012
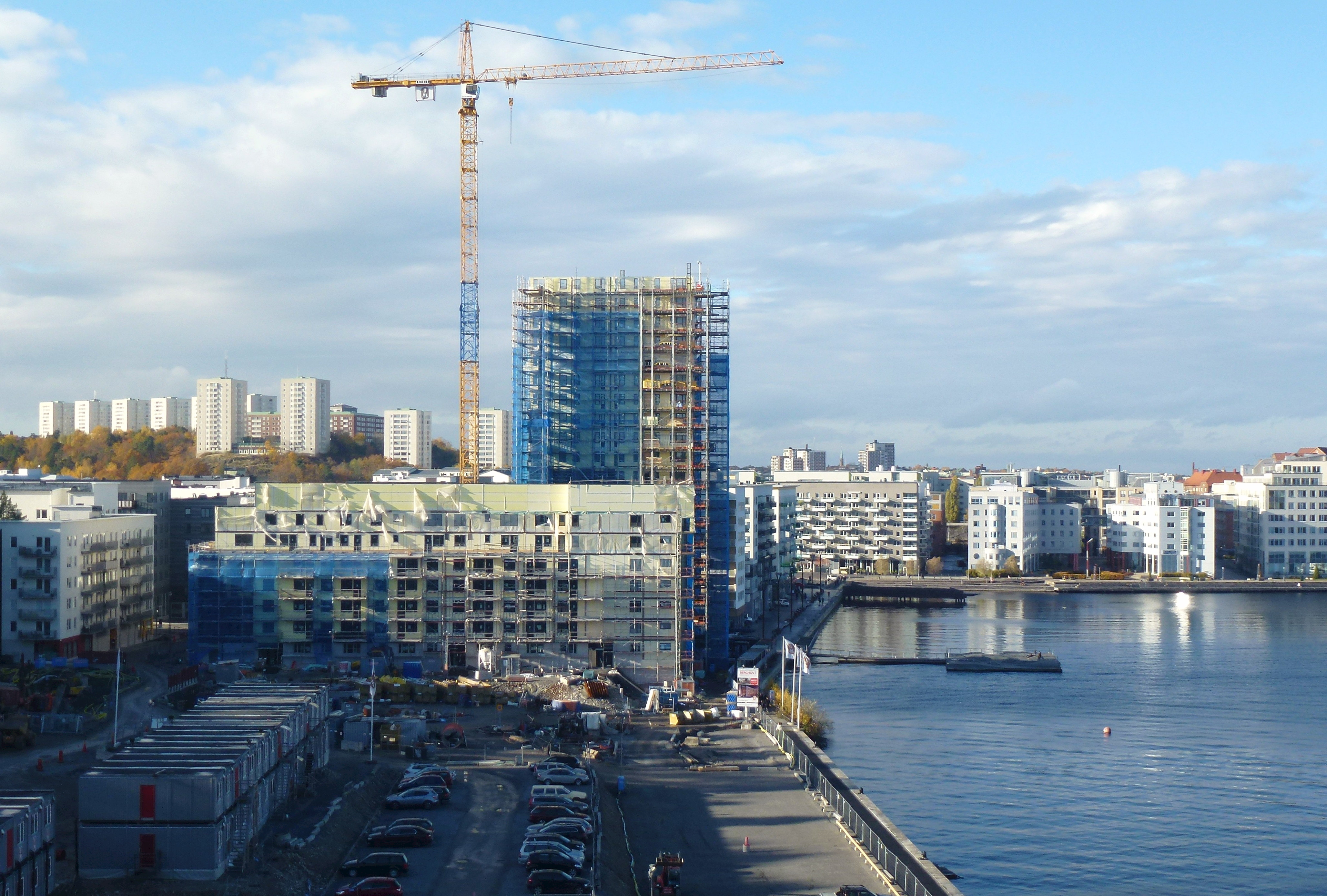
Oktober 2013
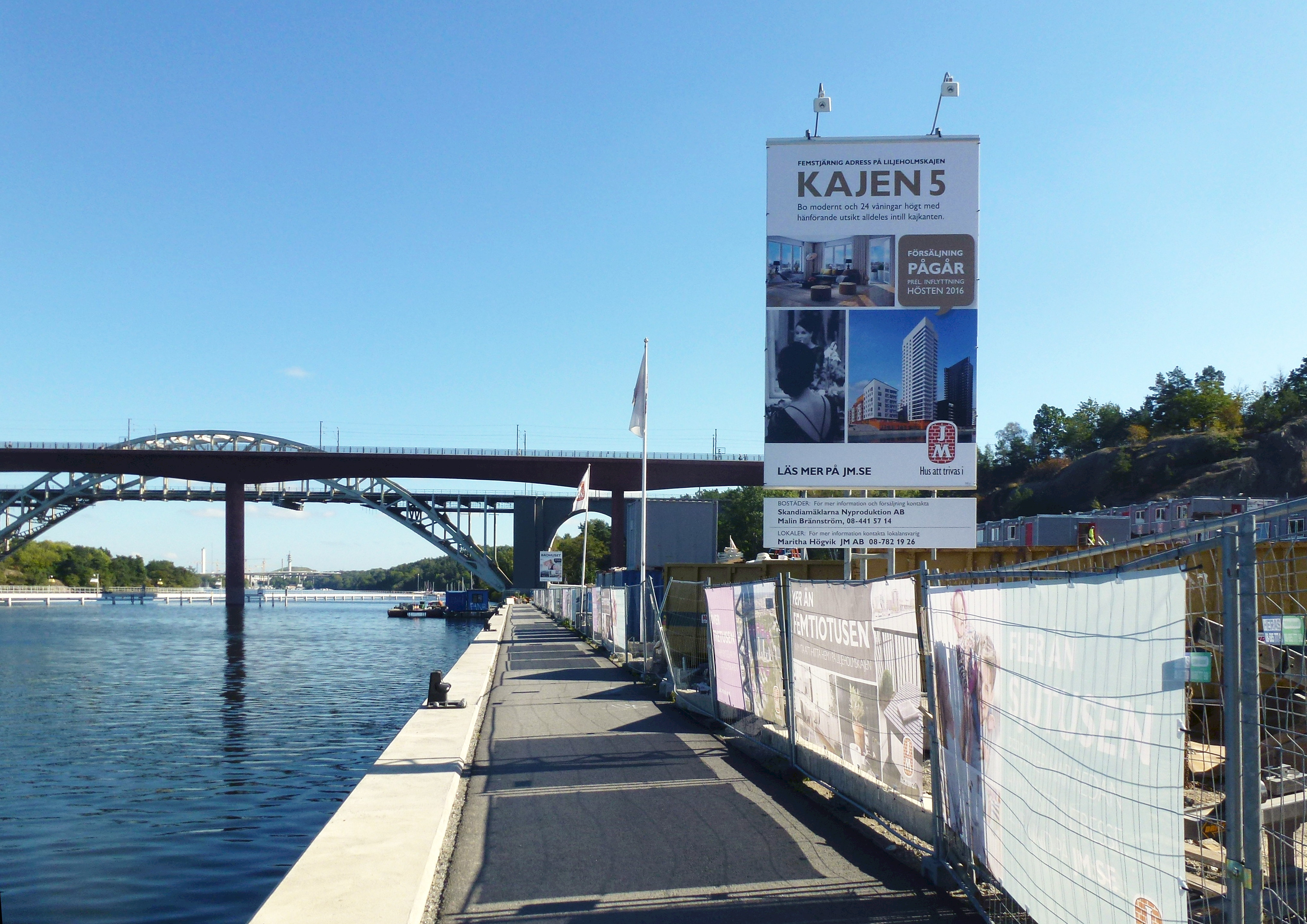
September 2014
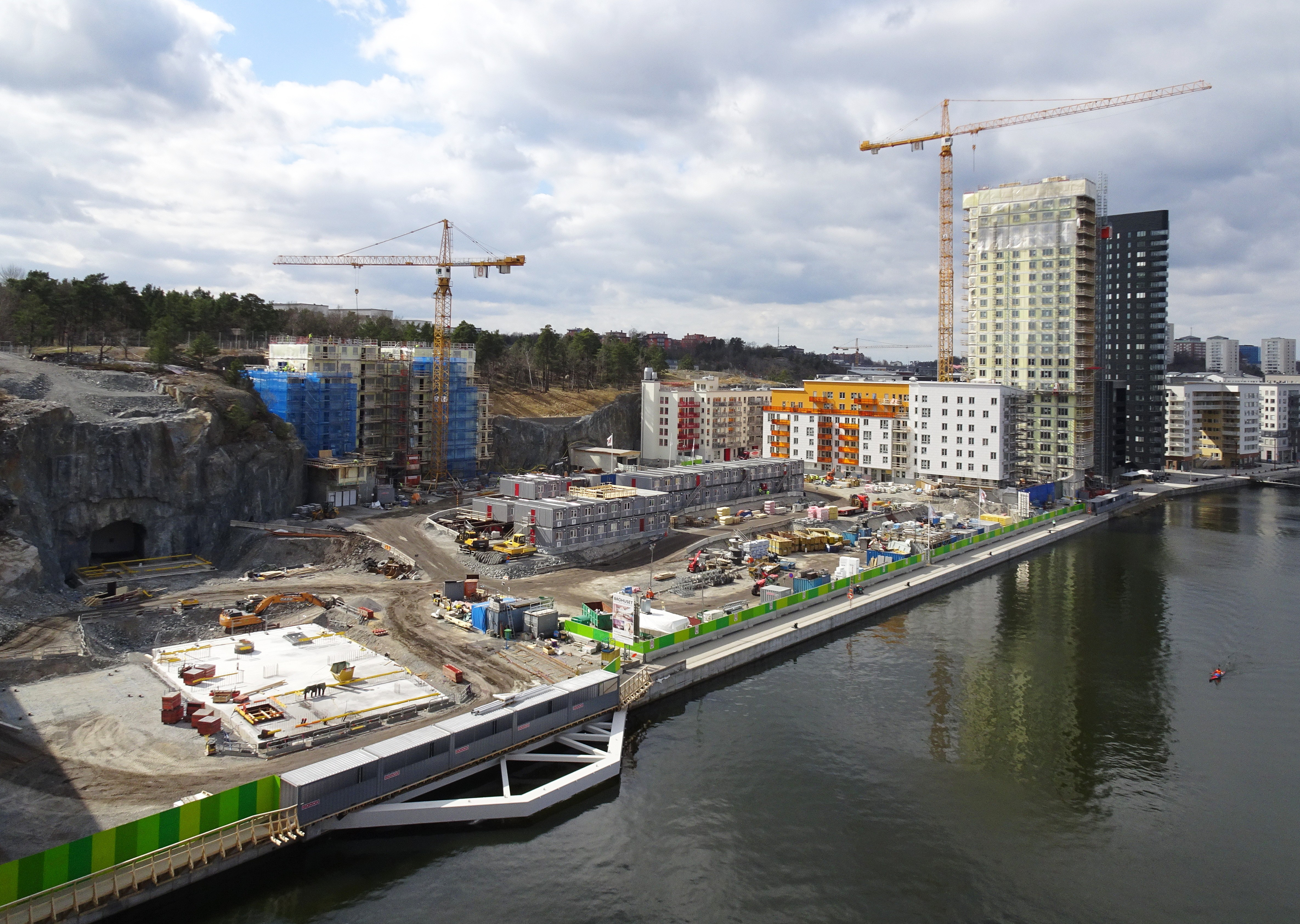
April 2016
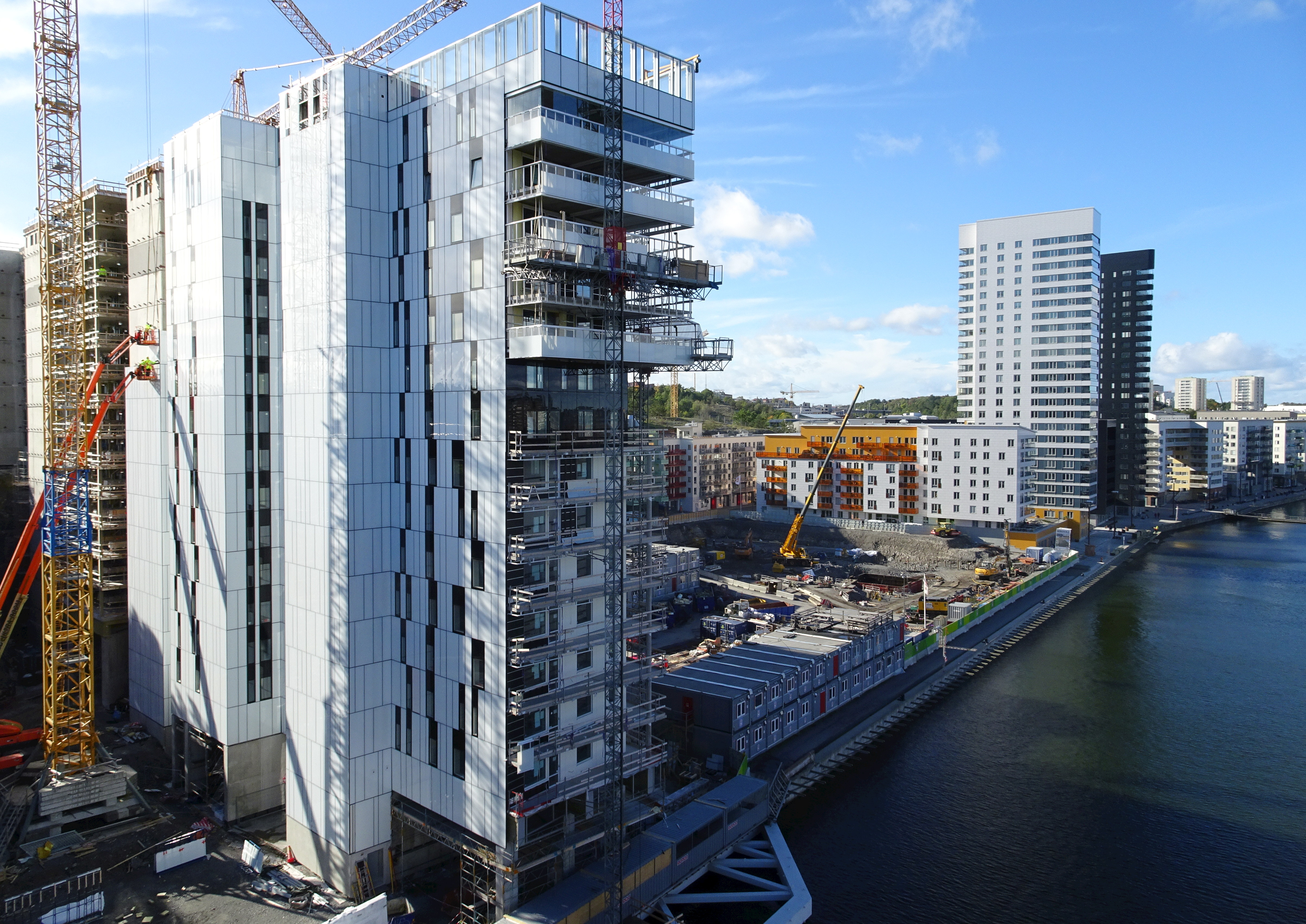
Oktober 2017
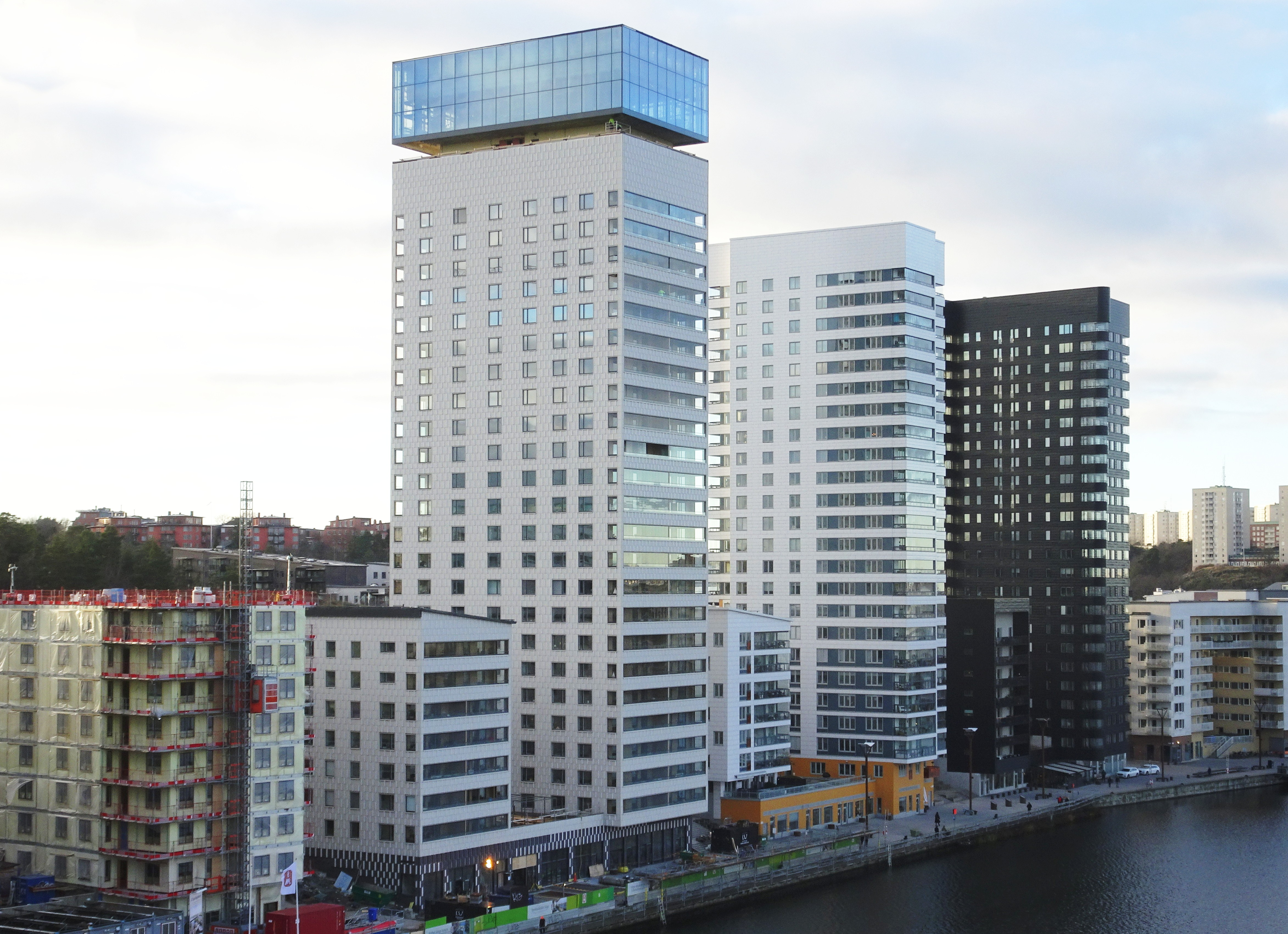
November 2020
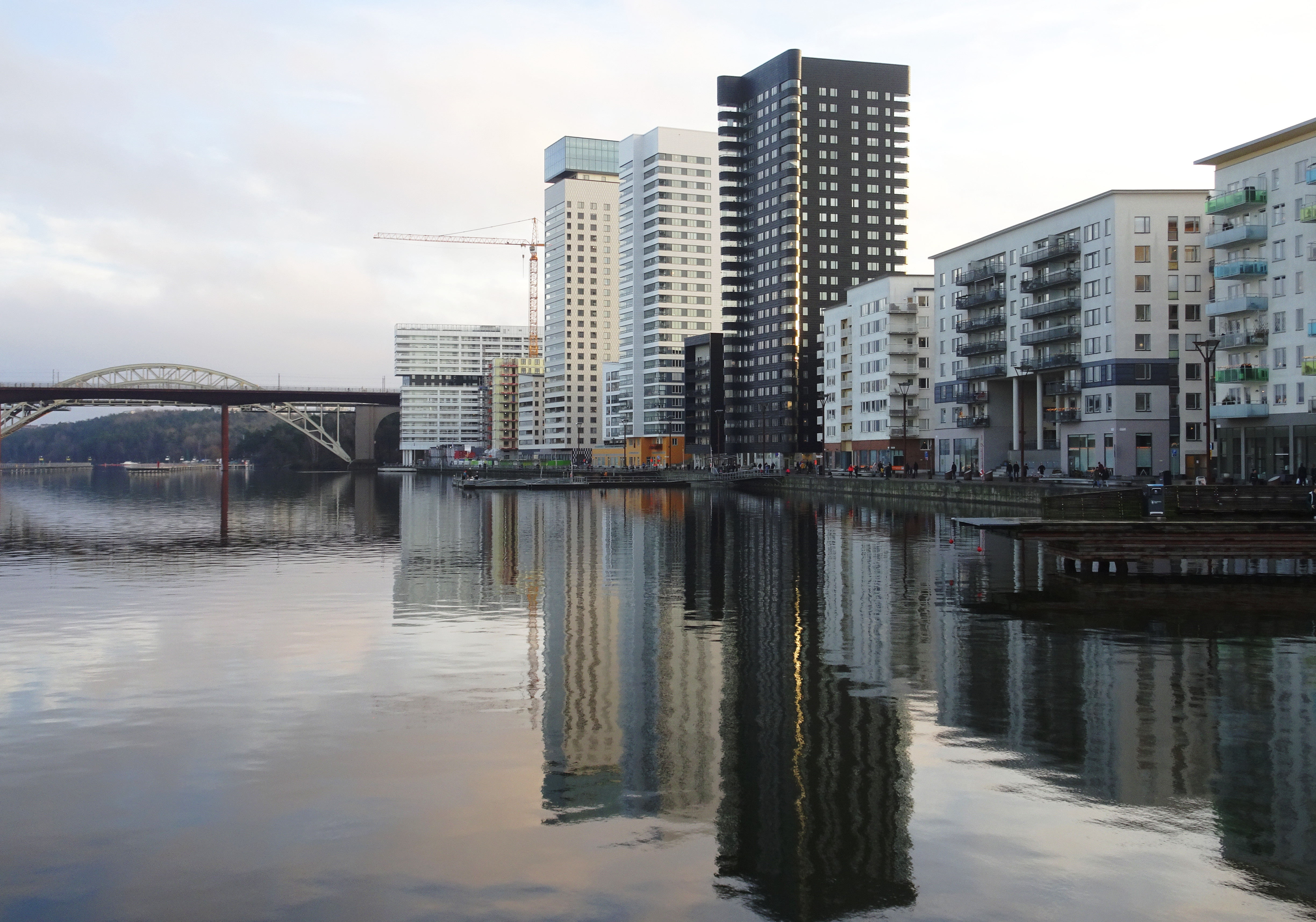
December 2020
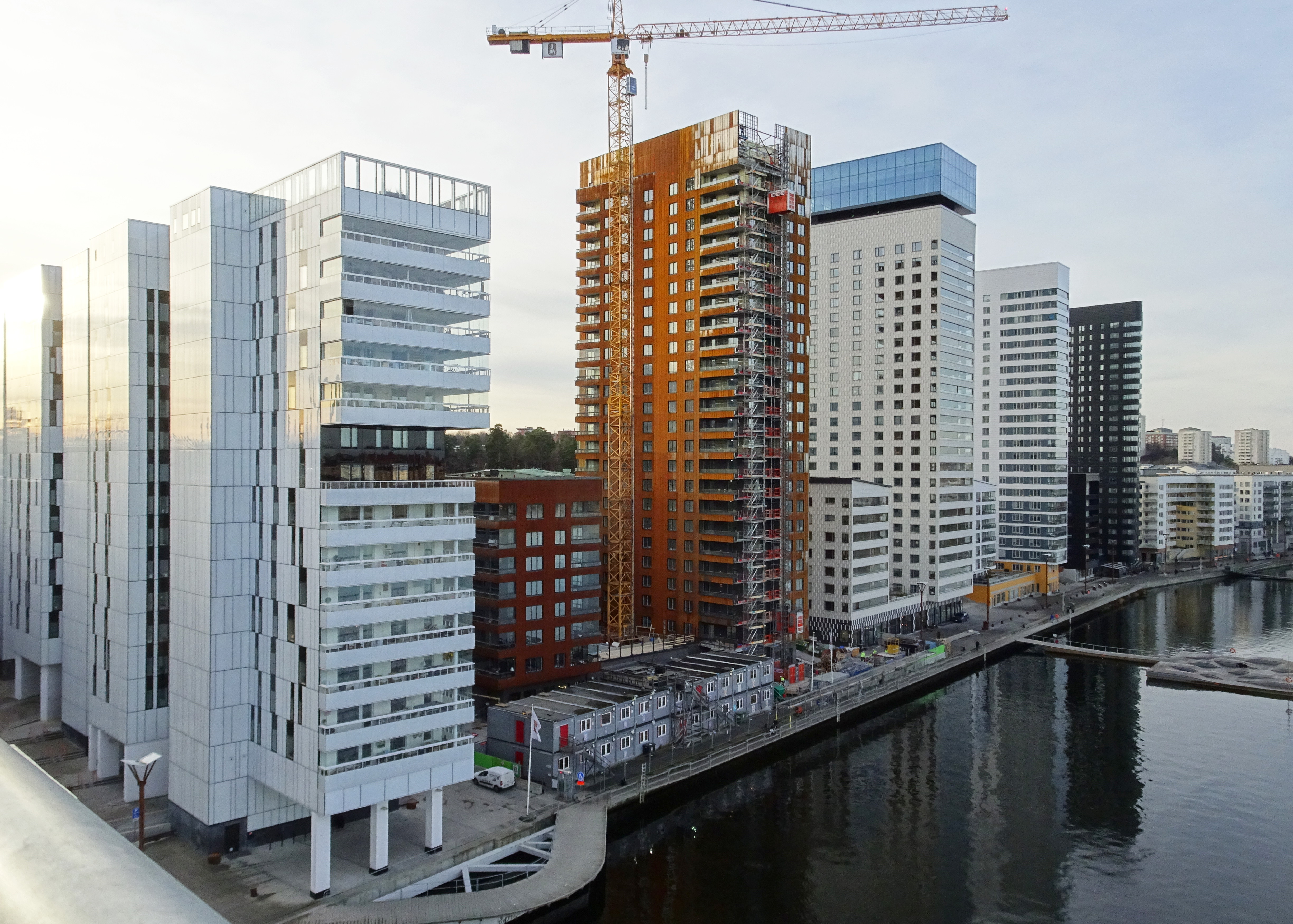
November 2021
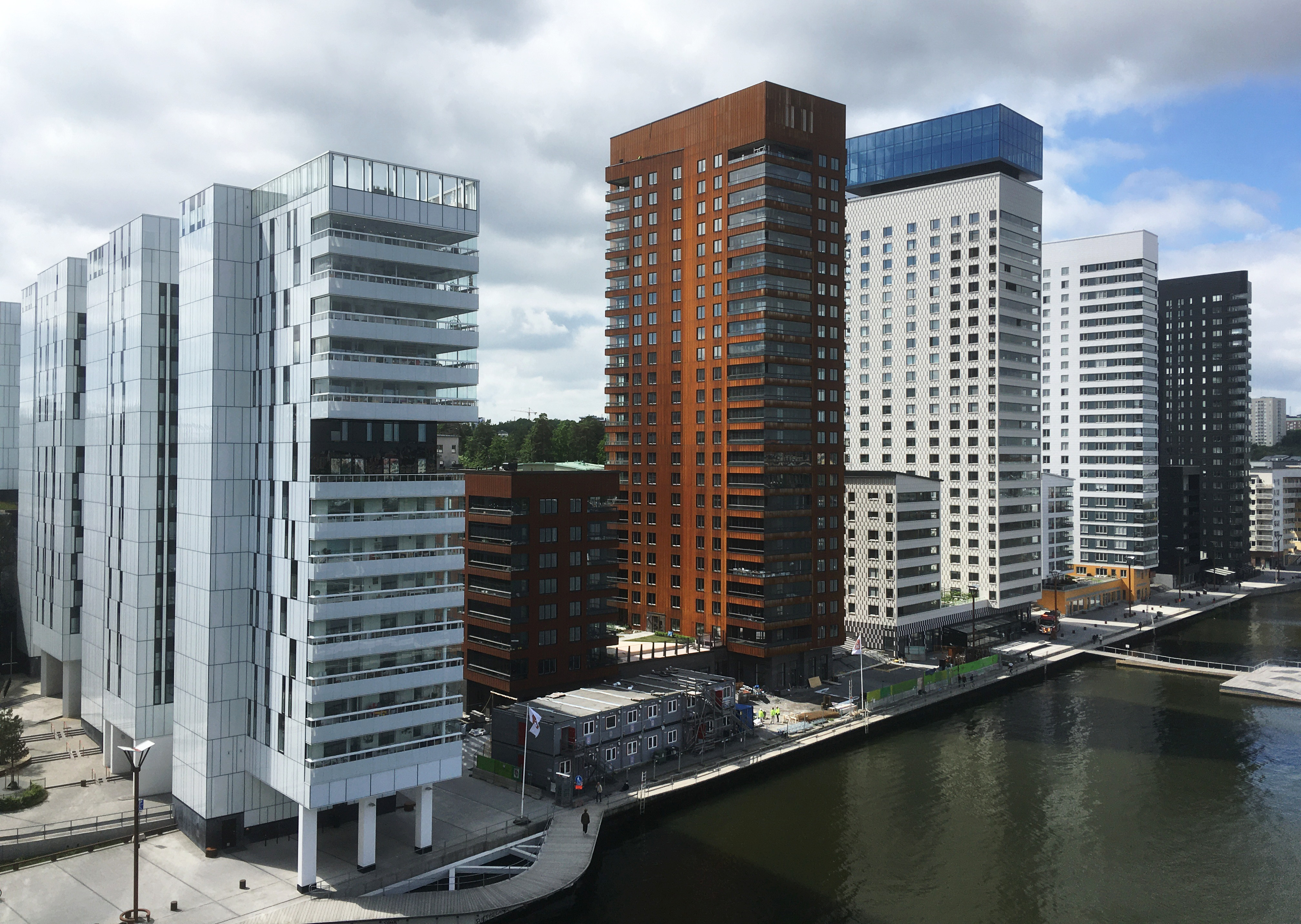
Juni 2022

## Liljeholmskajens bostadshöghus
- Kajen 4, ritad av Gert Wingårdh.
- Kajen 5, ritad av ÅWL Arkitekter.
- Kajplats 6 (tidigare namn Kajen 6), ritad av Alessandro Ripellino Arkitekter.
- K7 (tidigare namn Kajen 7), ritad av Erséus Arkitekter.
- Brohuset, ritat av Gert Wingårdh.